# بودوان أمير بلجيكا

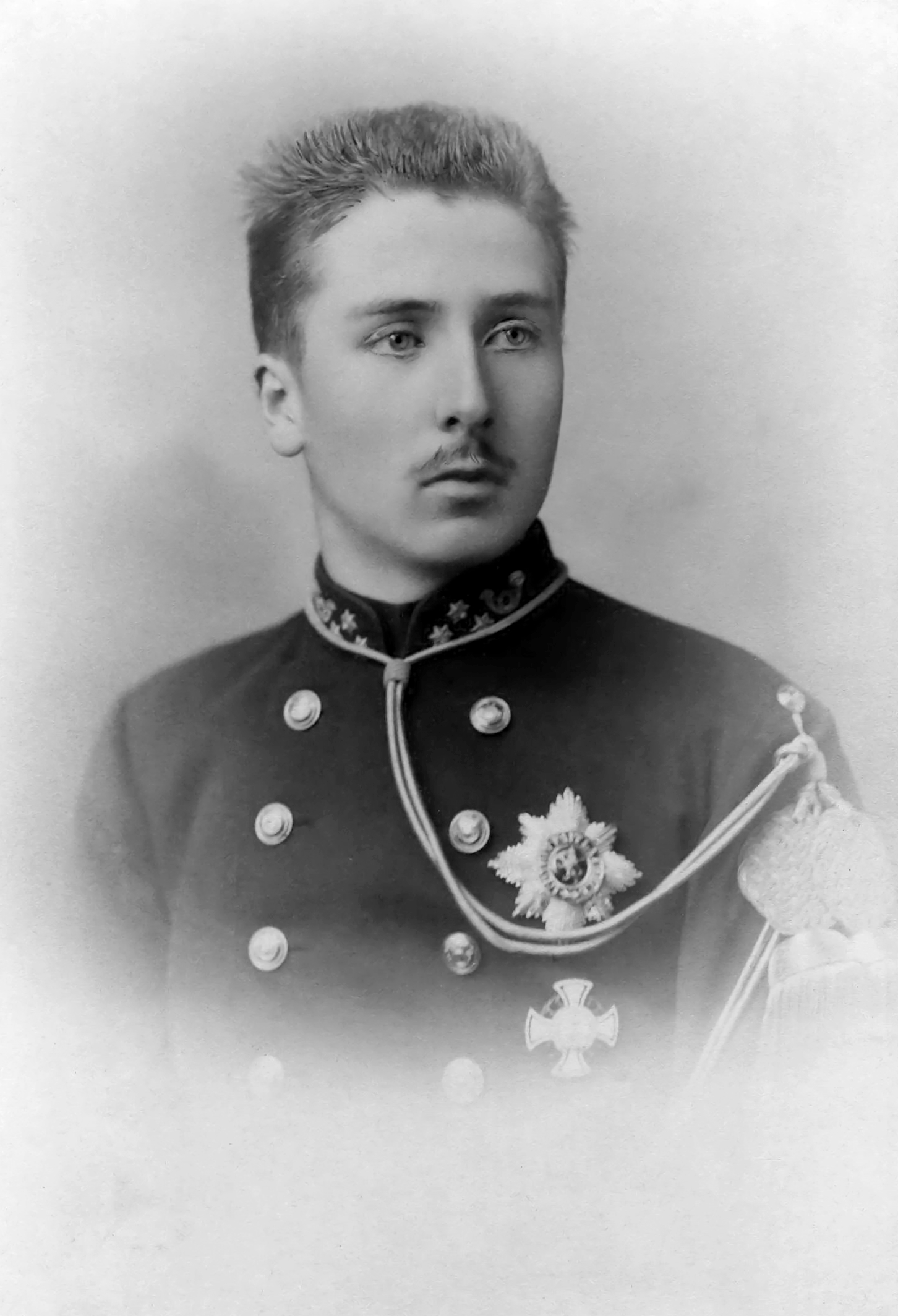
بودوان أمير بلجيكا.

بودوان أمير بلجيكا (3 يونيو 1869 - 23 يناير 1891) هو أكبر أبناء الأمير فيليب، كونت فلاندرز وزوجته ماري أميرة هوهنتسولرن زيغمارينغن.